# اسلیم رنچر ۲
اسلیم رنچر ۲ (انگلیسی: Slime Rancher 2) یک بازی ویدیویی ماجراجویی شبیه‌ساز زندگی از دید اول شخص است که توسط استودیوی مستقل آمریکایی مونومی پارک توسعه و منتشر شده است. اسلیم رنچر ۲ دنباله مستقیم بازی قبلی خود، اسلیم رنچر (۲۰۱۷) است. این بازی شخصیت قابل بازی و شخصیت اصلی اسلیم رنچر، بیتریکس لوبو را دنبال می‌کند که مکان جدیدی به نام جزیره رنگین‌کمان را کاوش می‌کند. این بازی در تاریخ ۲۲ سپتامبر ۲۰۲۲ به صورت دسترسی زودهنگام برای ایکس‌باکس سری ایکس/اس و ویندوز از طریق فروشگاه مایکروسافت، استیم و فروشگاه اپیک گیمز منتشر شد، و در تاریخ ۱۱ ژوئن ۲۰۲۴ برای پلی‌استیشن ۵ عرضه شد.

## گیم پلی
در یک دنیای باز، بازیکن شخصیت بیتریکس لوبو را کنترل می‌کند، مزرعه‌داری که از سیاره زمین به سیاره‌ای دوردست نقل مکان کرده تا زندگی خود را به عنوان پرورش‌دهنده اسلایم‌ها سپری کند. محور اصلی بازی حول ساخت مزرعه و کاوش محیط برای جمع‌آوری، پرورش، تغذیه و تولیدمثل اسلایم‌ها، موجودات زنده ژله‌ای با اندازه‌ها و ویژگی‌های مختلف می‌چرخد.
بازی حول محور تغذیه اسلایم‌ها با غذای مناسب است تا آن‌ها بتوانند پلورت تولید کنند، که می‌تواند در ازای نیوباکس، ارز مورد نیاز برای خرید  بهسازی‌های مزرعه و تجهیزات آن، فروخته شود. انواع مختلفی از اسلایم‌ها در دنیای بازی وجود دارند، از جمله برخی که برای اسلیم رنچر ۲ معرفی شده‌اند. اسلایم‌ها بر اساس آنچه تغذیه می‌شوند واکنش نشان داده و تغییر می‌کنند. اسلیم رنچر ۲ یک سیستم آب و هوای پویا را معرفی می‌کند که بر روی اسلایم‌هایی که در زمان خاصی ظاهر می‌شوند تأثیر می‌گذارد.